# Saïdou Abatcha
Saïdou Abatcha est un acteur, scénariste et humoriste camerounais né en 1980 dans le Nord Cameroun. Ce griot et conteur traditionnel peul est depuis peu installé à La Belle de Mai à Marseille où il crée des spectacles. De l'humour à la poésie en passant par son observation panoramique du monde contemporain, ses one-man-show tournent dans le monde et lui ont valu plusieurs distinctions au passage. Tout comme la sélection au festival Performances d'Acteurs de Cannes, au cinéma ila joué avec Claire Denis, Hélène Beleck, Jimmy Biyong, Josephine Ola'a et bien d'autres.

## Biographie
Moussa Saïdou Abatcha est un puits intarissable de proverbes africains. C'est de cette science que ce peul natif du grand Nord Cameroun s nourrit le personnage de Maître Abatcha qu'il incarne dans la dernière production d' Édouard Baer, Looking for Mr. Castang. L'acteur traverse le monde à la recherche d'un mystérieux magnat hollywoodien censé lui offrir le rôle de sa vie. Son chemin croisera celui de maître Abatcha, philosophe africain qui joue et fait jouer des clichés pour mieux le démonter.[style à revoir]
Sans passer par une formation Saïdou Abatcha a pris les habits du comédien comme pour répondre à une vocation. À 9 ans au CM1, les premières répliques sont écrites par son maître d'école lors des festivités marquant la fin d'année scolaire. Ces jeux de mots ont contribué à développer son amour pour la langue française. En classe de 4ème, il a obtenu le prix du 1er ministre (Paul Biya à l'époque). La récompense était un livre sur la Révolution française, la prise de la Bastille.
En 1987,il tourne son premier long métrage intitulé "Chocolat" sous les traits de la réalisatrice Claire Denis qui l'a découvert.
Puis en 1992, il franchira le sol français au sein d'une troupe franco camerounaise qui a monté au Centre Culturel Français de Yaoundé, Dom Juan de Moliere. La pièce a connu un grand succès au Cameroun et en Afrique, d'où sa présentation au festival Off d'Avignon par la coopération française.
Amadou Hampâté Bâ, grand homme de culture africaine né au Mali est le pont entre les deux parties de Saïdou Abatcha. Il a d'ailleurs consacré en 2002 un spectacle en guise d'hommage à "son maître à penser".

## Filmographie
- Chocolat (1988)[3].
- Le retraité (1990)
- Quartier Mozart (1992)
- Bye bye (1995)[4].
- Lili et le baobab (2006)
- Dernier vol (2009)

## Distinctions honorifiques
- Prix Raymond Devos en 1998[5].

- " Éclat d'or " lors du festival du théâtre et du rire de Villard de Lans en 1996.

- Prix international de la presse, du public et des téléspectateurs (RTBL) du festival de Rochefort en Belgique en 1998[6].

- Prix spécial du festival d'humour de Monnaie en 1998

- Son spectacle "Humour noir" est sacré meilleur spectacle par les médias[7].